# Brestovăț
Brestovăț (en hongrois : Aga, en allemand : Brestowatz) est une commune du județ de Timiș en Roumanie.